# モダン・ジャズ・カルテット
モダン・ジャズ・カルテット (Modern Jazz Quartet) は、アメリカ合衆国のジャズバンドで1952年にミルト・ジャクソンらによって結成された。結成前の1951年にはミルト・ジャクソン・カルテット（Milt Jackson Quartet）と名乗っていた。略称は両方とも「MJQ」である。

## 略歴
ミルト・ジャクソン、ジョン・ルイス、ケニー・クラークの3人はもともとディジー・ガレスピーのビッグ・バンドで、1946年から1950年の間一緒に演奏していた。また、その楽団でウッドベース奏者のレイ・ブラウンも一緒だった。
1951年にミルト・ジャクソン・カルテットを結成するが、翌年にはモダン・ジャズ・カルテットと名前を変える（ミルト・ジャクソン・カルテットの略称であった「MJQ」の「MJ」を、「モダン・ジャズ」の略称として置き換えたもの）。
当初、音楽監督をミルト・ジャクソンとジョン・ルイスが担当していたが、のちにジョン・ルイスがすべての仕事を引き継ぐようになった。このことがMJQの音楽性を決定的なものにした。ジョン・ルイス（妻がクラシックのピアニスト）はクラシックの研究とジャズの精神を融合させることに情熱を注ぎ込み、これまでの黒人音楽には希少なサウンドを展開した（もっともそれがミルト・ジャクソンとの決別の原因にもなった）。
彼らの主なレパートリーはビバップやスウィング時代のスタンダード・ナンバーだった。管楽器は使わず、ミルト・ジャクソンのビブラフォンを中心にした一貫してクールで室内音楽的なジャズで人気を博した。オリジナルの楽曲には、ジョン・ルイスによる「Django」（ベルギーのジャズ・ギタリスト、ジャンゴ・ラインハルトに捧げられた）と、ミルト・ジャクソンによる「Bags' Groove」（Bagsはミルト・ジャクソンのニックネーム）がある。後年はジョン・ルイスによるジャズの範疇に収まらない曲も数多い。
ミルト・ジャクソンが1974年にグループを去るとすぐに解散したが、1981年に再結成している。モダン・ジャズ・カルテットの最後の録音は1994年に発売されている。メンバーの中で最後まで生きていたパーシー・ヒースも2005年に死去した。
1984年に来日した際、フジテレビ系バラエティ番組『森田一義アワー 笑っていいとも!』に出演。会場のスタジオアルタで司会の森田一義（以下タモリ）とのコラボで「Night In Tunisia」を生演奏した。タモリは緊張のため額には大汗をかいていたものの、猛練習の末、得意なトランペットを4分間のコラボ中に披露した。

## メンバー
- ミルト・ジャクソン (Milt Jackson) - ヴィブラフォン
- ジョン・ルイス (John Lewis) - ピアノ
- パーシー・ヒース (Percy Heath) - ベース
- ケニー・クラーク (Kenny Clarke) - ドラム
- コニー・ケイ (Connie Kay) - ドラム ※1955年以降。コニー・ケイが晩年病気に倒れた際には、MJQのレパートリーのほとんどをマスターしていたミッキー・ローカー (Mickey Roker)が代役としてドラムを担当した。
- アルバート・ヒース (Albert Heath) - ドラム ※コニー・ケイの死後、後任として加入。パーシー・ヒースの弟。

## ディスコグラフィ

### アルバム
- 『モダン・ジャズ・カルテット』 - The Quartet (1951年) ※ミルト・ジャクソンのリーダー名義での録音。ドラム担当はケニー・クラーク。実質的にはモダン・ジャズ・カルテットのデビュー作
- 『MJQ』 - MJQ (1952年) ※ミルト・ジャクソン・カルテット時代の作品。ホレス・シルヴァー (ピアノ)なども参加
- 『ジャンゴ』 - Django (1955年)
- 『コンコルド』 - Concorde (1955年) ※コニー・ケイがドラムを担当した最初のアルバム
- 『フォンテッサ』 - Fontessa (1956年) ：アトランティック・レコードでの最初の録音
- 『モダン・ジャズ・カルテット・ウィズ・ジミー・ジュフリー』 - At Music Inn - Guest Artist Jimmy Giuffre (1956年) ※クラリネット奏者ジミー・ジュフリーをゲストに迎え協演
- 『たそがれのヴェニス』 - No Sun in Venice (1957年) ※映画 『大運河』(ロジェ・ヴァディム監督) のサウンドトラック用に、ジョン・ルイスが作曲したオリジナル曲集
- 『モダン・ジャズ・カルテット』 - The Modern Jazz Quartet (1957年)
- 『モダン・ジャズ・カルテット・ウィズ・ソニー・ロリンズ』 - At Music Inn - Guest Artist Sonny Rollins (1958年) ※テナーサックス奏者ソニー・ロリンズをゲストに迎え協演
- 『ピラミッド』 - Pyramid (1959年)
- 『サード・ストリーム・ミュージック』 - Third Stream Music (1960年)
- 『モダン・ジャズ・カルテット&オーケストラ』 - M.J.Q. and Orchestra (1960年) ※「3rd Stream Music」を探ったドイツ（シュトゥットガルト）での現地交響楽団との協演
- 『ヨーロピアン・コンサート』 - European Concert (1960年) ※スウェーデン（ストックホルム、イエテボリ）でのコンサート実況録音
- 『ロンリー・ウーマン』 - Lonely Woman (1962年) ※旧邦題『淋しい女』
- 『コメディ』 - The Comedy (1962年)
- 『シェリフ』 - The Sheriff (1963年)
- 『ア・カルテット・イズ・ア・カルテット・イズ・ア・カルテット』 - A Quartet is A Quartet is A Quartet (1963年)
- 『コラボレーション』 - Collaboration (1964年) ※ギタリスト・ローリンド・アルメイダとの協演
- 『ポギーとベス』 - Porgy & Bess (1966年) ※ジョージ・ガーシュウィンのミュージカルからの曲想
- 『ヴァンドーム』 - Place Vendome (1966年) ※スキャット・コーラスグループ「スウィングル・シンガーズ」との協演
- 『コンサート・イン・ジャパン'66』 - Concert in Japan (1966年) ※東京厚生年金会館でのライブ公演（日本盤のみ）
- 『ライヴ・アット・ザ・ライトハウス』 - Live at the Lighthouse (1967年)
- 『アンダー・ザ・ジャスミン・トゥリー』 - Under the Jasmin Tree (1968年)
- 『スペース』 - Space (1969年)
- 『プラスティック・ドリーム』 - Plastic Dreams (1971年)
- 『ウィズ・ポール・デスモンド』 - Paul Desmond with The M.J.Q. (1972年) ※アルトサックス奏者ポール・デスモンドとの協演
- 『ブルース・オン・バッハ』 - Blues on Bach (1973年) ※ジョン・ルイスにとっての重要なテーマであったバロック音楽の巨匠・J.S.バッハに題材を求めた作品集
- 『レジェンダリー・プロフィール』 - The Legendary Profile (1972年) ※結成20周年記念盤
- 『ラスト・コンサート』 - The Complete Last Concert (1974年)
- 『リユニオン・アット・武道館1981』 - Reunion at Budokan (1981年) ※日本武道館での再結成ライブ
- 『モントゥルー・コンサート'82 トゥゲザー・アゲイン!』 - Together Again: Live at the Montreux Jazz Festival '82 (1982年)
- 『エコーズ』 - Echoes (1984年)
- 『ジス・ワンズ・フォー・ベイシー』 - Topsy: This One's for Basie (1985年)
- 『スリー・ウィンドウズ』 - Three Windows (1987年) ※結成35周年をきっかけに実現したアトランティックへの復帰第1弾アルバム。ニューヨーク室内交響楽団との共演
- 『デュークに捧ぐ』 - For Ellington (1988年)
- 『結成40周年記念』 - MJQ & Friends: A 40th Anniversary Celebration (1994年)